# Necromys urichi
Necromys urichi е вид бозайник от семейство Хомякови (Cricetidae).

## Разпространение
Видът е разпространен в Бразилия, Венецуела, Колумбия и Тринидад и Тобаго.